# 猿羽根峠
猿羽根峠（さばねとうげ）は、山形県尾花沢市と最上郡舟形町との間にある峠。標高150m。

## 歴史

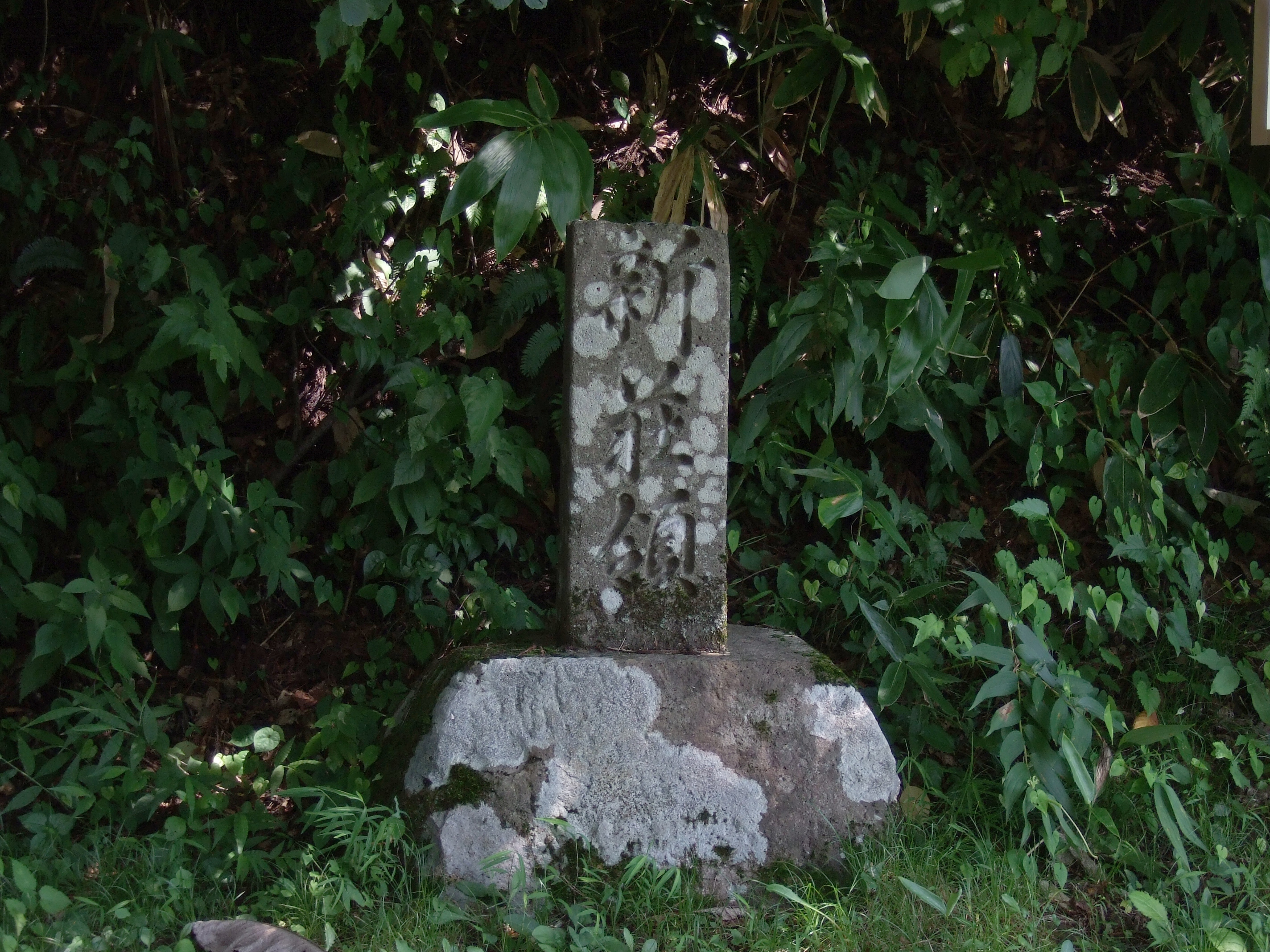
新庄藩境石

峠が初めて登場したのは古く、延喜式に駅亭（水駅とされる）の「避翼（さるはね）駅」の名がある。奈良時代の頃より道があったとされ、多賀城から城輪柵・払田柵・秋田城へと向かう峠道として存在していたとされる。
江戸時代には、新庄藩と天領であった尾花沢との境界になった。現在も藩境を示す石標が残されている。久保田藩（秋田藩）が中心となって羽州街道の整備を行い、庄内･秋田･津軽の諸大名の参勤交代道として使われるようになった（猿羽根峠から尾花沢にかけての区間は久保田藩によって開削されたとされ、かつては「佐竹道」と呼ばれていた）。この道は現在の東北中央自動車道（尾花沢新庄道路）川原子インターチェンジ付近から峠へ直登するものであったが、ほとんど現存していない。
峠の麓にある舟形宿からは出羽三山参詣路であった舟形街道が分岐しており、全国の修験者も多く行き交っていた。幕末になると、維新の志士が多く行き交った。
明治時代になると、初代山形県令になった三島通庸は、東京から山形県を通り青森県に至る街道の重要さを認識したため、地元から費用と人足を徴用し、これまでの荷駄による輸送がせいぜいだった難路から、馬車の通行が可能な猿羽根新道を開削し、1878年（明治10年）に開通した。これにより、山形県最上地方のみならず、東北北部全体が近代化に向けて発展することになる。猿羽根新道開通の翌年には、イギリスの女性旅行家イザベラ・バードが訪れ、峠の麓から見た最上川の風景を「日本奥地紀行」の中で絶賛し、猿羽根峠自体も立派な並木道を好印象を持って記している。

## 猿羽根隧道・舟形トンネル

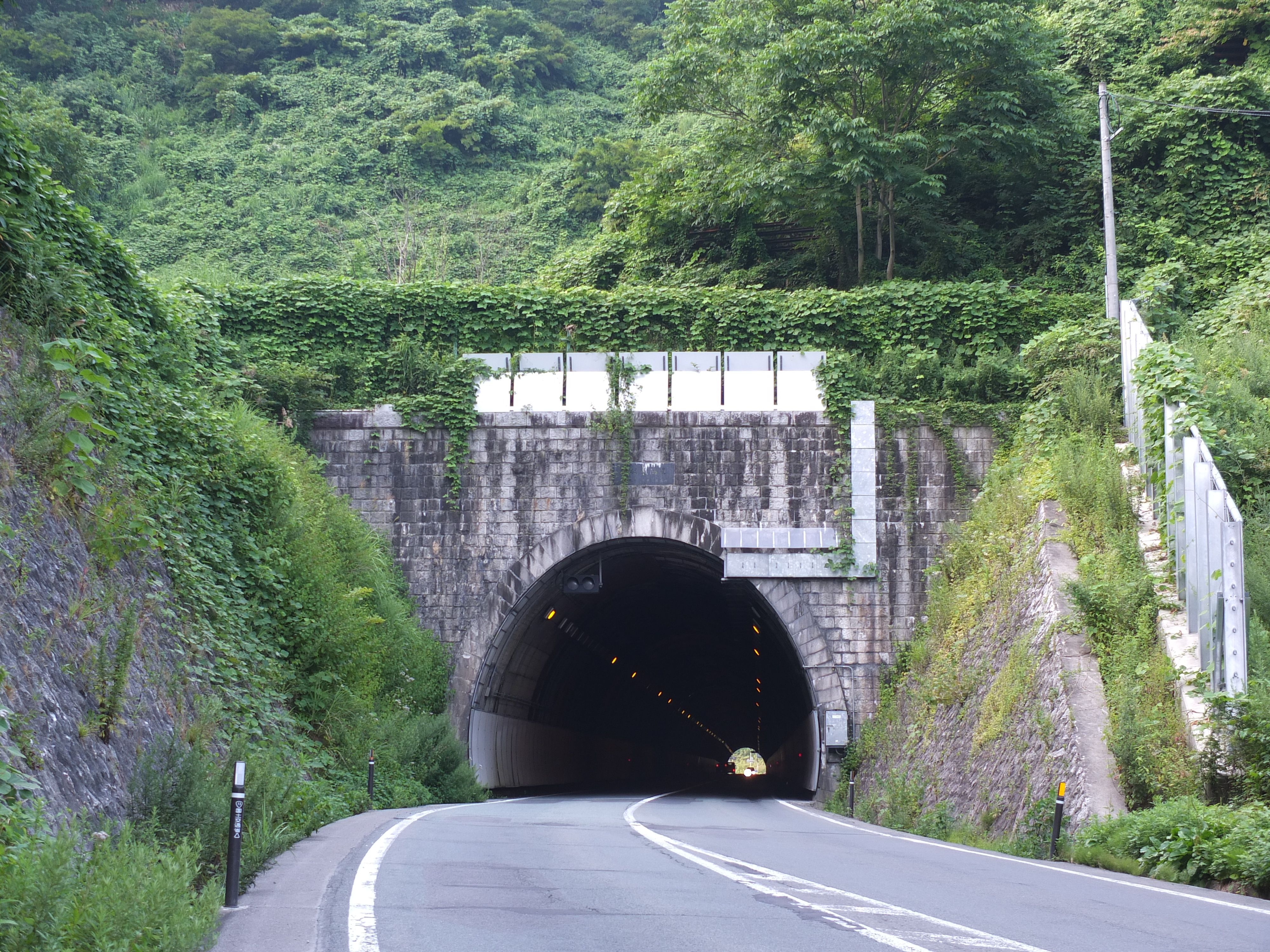
猿羽根隧道

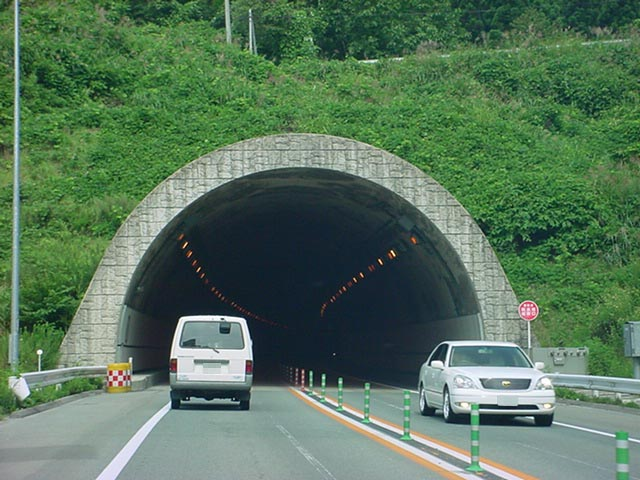
舟形トンネル

奥羽本線の開通と共に交通の主役を鉄道に譲ったが、戦後のモータリゼーションの中で道路交通が復権を遂げた。しかし猿羽根峠付近は狭小かつ屈曲が多いため、1961年（昭和36年）に猿羽根峠の下を貫通する国道13号猿羽根隧道（全長433m）が建設された。これによってかつての難所は、峠越えを意識することなく安全に市街地を結ぶ道へと変貌した。
さらに東北中央自動車道の一部である尾花沢新庄道路が完成すると、猿羽根峠の区間には舟形トンネル（全長1,368m）が作られ、車道の勾配すらなく越えられるようになった。

### 隣のトンネル
（福島方面） 岩部山トンネル - 猿羽根隧道・舟形トンネル - 主寝坂隧道・新主寝坂トンネル （秋田方面）

## 現状
猿羽根峠の頂上には、猿羽根山地蔵尊堂が建立されている。「日本三大地蔵」の一つであり千年の歴史があるといわれ、良縁･子宝･長寿にご利益があるとされる。
猿羽根山地蔵尊堂の周囲は猿羽根山公園として整備されており、猿羽根スキー場、土俵、展望台、舟形町民俗資料館（町内で発掘された縄文時代の8頭身の土偶が展示されている）、農業体験実習館などがある。かつては、観覧車やミニ鉄道、遊具を備えた猿羽根山遊園地であったが、1988年(昭和63年）頃に閉園となった。スキー場や展望台などは旧遊園地施設の流用である。
猿羽根新道は、未舗装ながら車道として現存しており、通行可能である（頂上に車道を横切るようにチェーンが張られており、一般車両は通り抜けできないようになっている）。また、猿羽根新道を縫うように、藩政時代からの旧道の一部区間が、半ば廃道化して残されている。

## 周辺
- 川原子インターチェンジ
- 舟形駅
- 最上川

## 参考資料
- 藤原優太郎「羽州街道をゆく」無明舎出版、2002年 ISBN 4-89544-320-5